# Барон Тэлбойс из Кайма

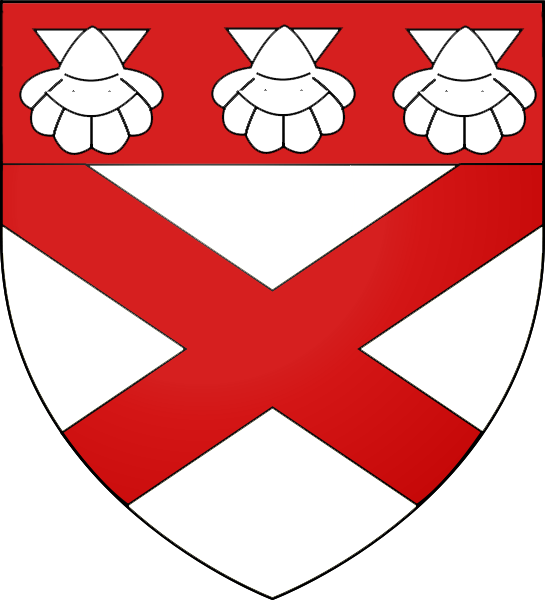
Семейный герб Тэлбойсов из Кайма

Барон Тэлбойс из Кайма — наследственный титул в системе Пэрства Англии. Первым носителем титула в 1529 году стал Гилберт Тэлбойс, отчим Генри Фицроя — единственного признанного бастарда Генриха VIII; последним носителем титула в 1542 году стала бездетная дочь Гилберта Элизабет. Титул отошёл короне в 1563 году.

## Бароны Тэлбойс из Кайма
- Гилберт Тэлбойс, 1-й барон Тэлбойс из Кайма (ок. 1497—1530) — супруг Бесси Блаунт, бывшей фаворитки Генриха VIII.
- Джордж Тэлбойс, 2-й барон Тэлбойс из Кайма (c. 1523—1540) — старший сын 1-го барона Тэлбойса из Кайма.
- Роберт Тэлбойс, 3-й барон Тэлбойс из Кайма (c. 1528—1542) — младший сын 1-го барона Тэлбойса из Кайма.
- Элизабет Тэлбойс, 4-я баронесса Тэлбойс из Кайма (c. 1520—1563) — старшая дочь 1-го барона Тэлбойса из Кайма.